# Joseph Plaut

Joseph Plaut

Maria Schneider, Gattin von Joseph Plauth

Joseph Plaut (* 5. Juni 1879 in Detmold; † 25. November 1966 in Bad Salzuflen) war ein deutscher Schauspieler, Rezitator und lippischer Heimatdichter.

## Leben
Joseph Plaut wurde als Sohn eines jüdischen Lehrers und Schulinspektors geboren. Nach einer kaufmännischen Ausbildung arbeitete er als Commis und diente danach als Einjährig-Freiwilliger in der Preußischen Armee. Hier setzte er mit seinen Sketchen bereits seine Vortragsfähigkeiten als Truppenunterhalter ein. Danach studierte er Gesang am Stern’schen Konservatorium in Berlin. Zu seinen Lehrern gehörten Engelbert Humperdinck und Hans Pfitzner. Ab 1902 machte er Karriere als Opernsänger, insbesondere als Buffo, zuerst in kleineren Städten, dann bis 1914 in Berlin am Deutschen Opernhaus und am Hebbel-Theater.
Plaut nahm als Soldat am Ersten Weltkrieg teil. Danach trat er als Schauspieler und Vortragskünstler gemeinsam mit seiner Frau Maria Schneider mit Kabarettprogrammen, den Heiteren Plaut-Abenden, auf und veröffentlichte zahlreiche Plattenaufnahmen. Auch im Rundfunk war er zu hören. Häufig fanden Themen aus seiner Militärzeit Eingang in seine Sketche. Militärerinnerungen eines Westfalen, Instruktionsstunde und Grabrede eines preußischen Leutnants erlangten Berühmtheit. Neben diesen selbst erfundenen und immer weiter entwickelten Texten rezitierte er Prosa und Lyrik, u. a. von Theodor Fontane, Hans Christian Andersen und Anton Tschechow in eigenwilliger, bestechender Manier.
Er beherrschte zahlreiche Dialekte, die er zur Erzeugung seiner Komik einsetzte (u. a. sächsisch, ostpreußisch und lippisch). In der Zeit des Nationalsozialismus wurde er beim Vortrag des historisch überlieferten Soldatenliedes Lippe-Detmold, eine wunderschöne Stadt, das eigentlich ein Anti-Kriegs-Lied ist, von SA-Leuten im Landestheater Detmold mit Pöbeleien und Stinkbomben gestört. Dieses Lied avancierte paradoxerweise dennoch einerseits zur lippischen- und Detmold-Hymne, andererseits zum Marschlied des Militärs und wird auch heute noch in der Bundeswehr gesungen. 1936 musste er über die Schweiz nach Südafrika und von dort 1937 nach England emigrieren. Zuerst auf der Isle of Man interniert, konnte er später Mitarbeiter der BBC werden.
Nach dem Krieg kehrte Joseph Plaut im Jahr 1951 nach Deutschland zurück, wo er wieder als Rezitator und Schauspieler für Theater und Rundfunk arbeitete. 1960/61 erzählte er in einer Sendereihe des deutschen Fernsehens Märchen und Geschichten für Kinder. Kurz vor seinem Tod rezitierte er auf Einladung des damaligen Schulsprechers des Detmolder Christian-Dietrich-Grabbe-Gymnasiums, Edgar Selge, vor begeisterten Schülern.

## Ehrungen
Plaut zu Ehren wurde in Detmold der Joseph-Plaut-Weg benannt.

## Werke
- Das heitere Plaut-Buch. Eine Sammlung beschaulicher, feinkomischer und lustiger Gedichte und Vorträge aus dem Programm der heiteren Plaut-Abende. Gebrüder Enoch-Verlag, Hamburg 1922.
- Hille-Bille. Original-Vorträge aus dem Programm der heiteren Plaut-Abende. Gebrüder Enoch-Verlag, Hamburg 1929.
- Das Kabarett im Hause. Ein vergnügliches Vortragsbuch. Falken Verlag, Berlin 1950. (Später nur noch unter dem Namen: Vergnügliches Vortragsbuch. Insgesamt 21 Auflagen, bis 1989)
- Humor des Herzens. Mosaik, Hamburg 1960. Auch als Bertelsmann-Lesering-Ausgabe (ca. 1962)
- HUMOR & SATIRE, Heiteres und Besinnliches. Mosaik-Verlag, Hamburg 1962.

## Herausgeberschaft
- Das heitere Plaut-Buch. Hamburg 1919.

## Tondokumente (Auswahl)
- Lippe-Detmold, eine wunderschöne Stadt auf YouTube, Soldatenlied trad., Joseph Plaut. Parlophon P. 2026 (mx. 8326)
- Als die Römer frech geworden auf YouTube, das Lied vom Teutoburger Wald in Lippischer Mundart. Joseph Plaut. Parlophon P. 9148-I (Matr. 2-20309)
- Die Lippischen Schützen auf YouTube, Soldatenlied (trad., arr. Plaut) Joseph Plaut, mit Klavier- und Trommelbegl. Parlophon P. 9148-II (mx. 20 170)- ca. 1928[7]
- Bäuerlein beim Arzt auf YouTube, Joseph Plaut. Beka B. 6271-I (mx 33 984); um 1927
- Beim sächsischen Photographen auf YouTube, Joseph Plaut. Parlophone (französisch) 22 500, Matr. 34 177 (identisch mit BEKA)
- Die Grabrede des Leutnant von Zitzewitz auf YouTube, humoristischer Vortrag, Joseph Plaut. Odeon O-4019 a (Be 5970); Okt. 1927
- Jazz in Krimmitschau auf YouTube, Joseph Plaut und Kapelle Dajos Béla. Odeon O-4051 b (Be 6759); April 1928

## Wiederveröffentlichungen
- Vinyl Single 17cm: Joseph Plaut singt lippische Lieder: Die Varusschlacht, Hannken, komm mal vor die Tür, Lippische Schützen, Es soll sich der Mensch nicht mit der Liebe abgeben. (Ariola 36285 C)
- CD Schlager Medaillons - Der Schlager lernt das Laufen 1929–27 (2 CD Buch-Box), Liebhaber-Edition, enthält als Titel 14 Joseph Plaut - Als die Römer frech geworden (1927).
- CD als Beilage zum Buch: Lippe-Detmold, eine wunderschöne Stadt. Lieder und Texte des jüdischen Vortragskünstlers Joseph Plaut aus Lippe-Detmold (1879–1966) mit zahlreichen unveröffentlichten Fotos und 18 Originalaufnahmen von Schellackplatten auf eingelegter CD. Dr. Eugen Heinen (Hrsg.), Detmold 2006, ISBN 978-3-00-019801-4.